# Spoorlijn Domodossola - Ribellasca
De spoorlijn Domodossola - Ribellasca is onderdeel van de Centovallibahn, een smalspoorlijn tussen de steden Locarno gelegen in het Zwitserse kanton Tessino en de Noord-Italiaanse stad Domodossola gelegen in de regio Piëmont. De spoorwijdte is 1000 meterspoor.

## Geschiedenis

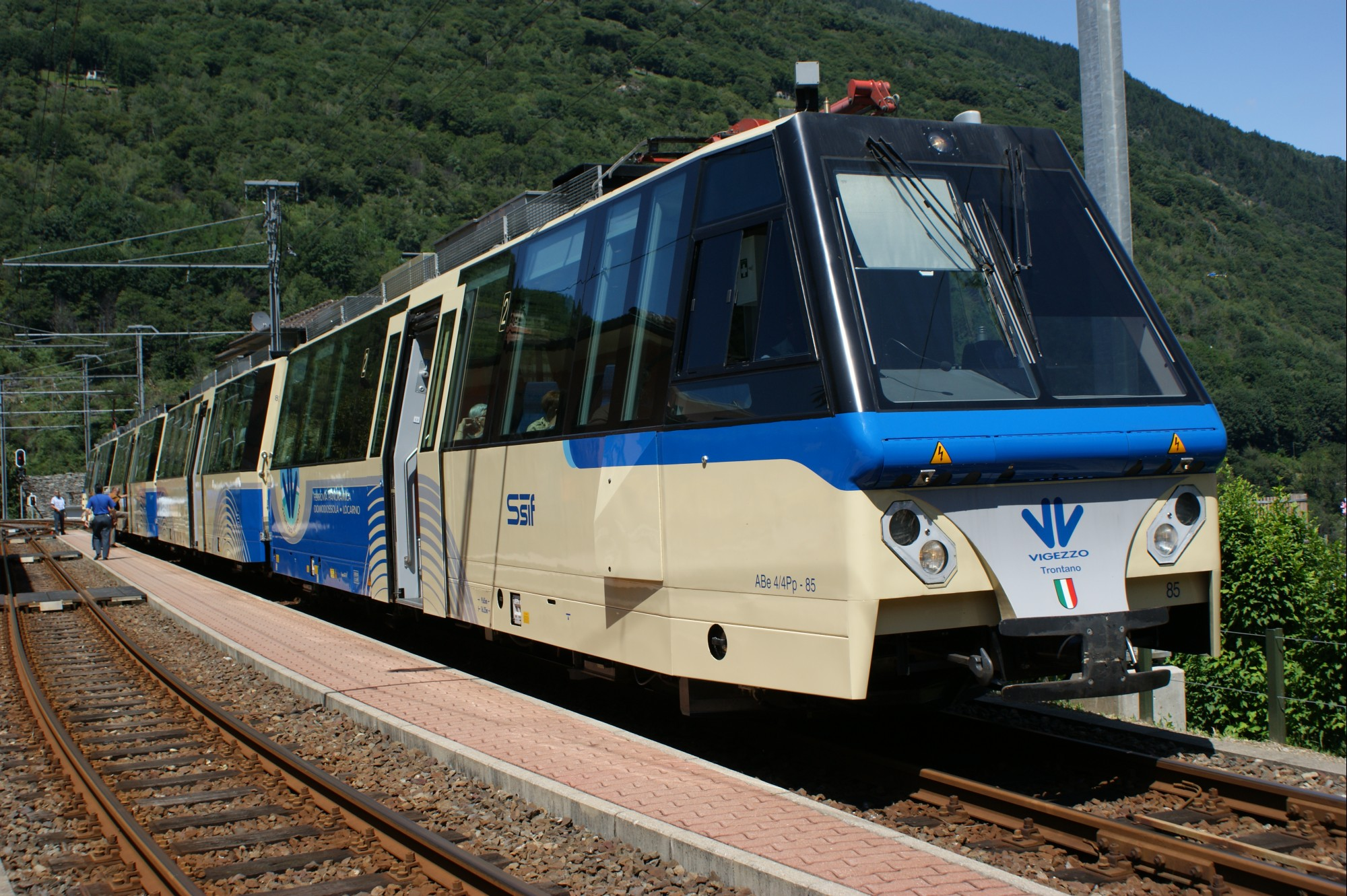
Treinstel van de Centovallibahn in Intragna

De werkzaamheden begonnen reeds in 1912, voor de Eerste Wereldoorlog. Op 12 november 1918 sloot de Zwitserse Bondsraad een verdrag met de koning van Italië, Victor Emanuel III van Italië. Het traject werd op 25 november 1923 geopend.
Op 7/8 augustus 1978 ontstond er door hoogwater veel schade aan de spoorbaan. Aan de Italiaanse zijde werden twee bruggen verwoest en vele meters spoorbaan weg gespoeld. Pas in de zomer van 1980 werd de verbinding hersteld en de treindienst weer over het hele traject uitgevoerd.

## Aansluitingen
In de volgende plaatsen was of is er een aansluiting van de volgende spoorlijnen:

### Locarno
- Centovallibahn van Ribellasca

### Domodossola
- Brig - Milaan, Simplonlinie van Brig

## Elektrische tractie
Het traject is bij de aanleg terstond geëlektrificeerd met een spanning van 1200 volt gelijkstroom.